# اوکسانا یرماکووا
اوکسانا یرماکووا (روسی: Оксана Ивановна Ермакова؛ زادهٔ ۱۶ آوریل ۱۹۷۳) شمشیرباز اهل روسیه و استونی بود.
وی همچنین برندهٔ جوایزی همچون نشان دوستی شده‌است.
وی در مسابقات کشوری و بین‌المللی در مجموع برندهٔ ۷ مدال طلا، ۱ مدال نقره، ۵ مدال برنز شده‌است.